# Афанасіївка (Дубоссарський район)
Афанасіївка (рос. Афанасьевка; рум. Afanasievca) — село в Дубоссарському районі в Молдові (Придністров'ї). Входить до складу Красновиноградарської сільської ради.
Станом на 2004 рік у селі проживало 5,8% українців.